# Ferdi Taygan
Ferdi Taygan (* 5. Dezember 1956 in Worcester, Massachusetts) ist ein ehemaliger US-amerikanischer Tennisspieler und Doppelspezialist.

## Karriere
Bereits in seiner Jugend war Ferdi Taygan 1972 bis 1975 im Junioren-Davis-Cup-Team der Vereinigten Staaten. 1974 war er außerdem im Finale des Juniorenwettbewerbs der US Open, in welchem er Billy Martin unterlag. An seiner Universität wurde er zum All-American gewählt.
Er gewann im Laufe seiner Karriere 19 Doppeltitel auf der ATP Tour und erreichte zusätzlich 19 Endspiele. Seine Doppelbilanz der gewonnenen Spiele war 297:180, die Einzelbilanz 74:120. Seinen größten Erfolg feierte Taygan 1982, als er mit seinem Landsmann Sherwood Stewart den Doppelwettbewerb der French Open gewann. Sie besiegten Hans Gildemeister und Belus Prajoux in drei Sätzen. Zudem erreichte er bei allen übrigen Grand-Slam-Turnieren das Halbfinale der Doppelwettbewerbe: 1982 bei den Australian Open, 1982 und 1984 bei den Wimbledon Championships und 1981 bei den US Open. Zudem stand er bei den US Open 1982 und 1983 an der Seite von Barbara Potter im Endspiel der Mixed-Konkurrenz, das Taygan und Potter beide Male verloren. In der Doppelweltrangliste gelangte er am 16. Mai 1983 auf Rang 8, in der Einzelweltrangliste kam er am 3. November 1980 auf Rang 59.

## Persönliches
Taygan ist türkisch-belarussischer Abstammung. 
Ferdi Taygan ist verheiratet und Vater zweier Töchter. An der UCLA erhielt er den Bachelor in Wirtschaft. Er arbeitet in einem Wirtschaftsunternehmen in Boston.

## Erfolge
| Legende                 |
| Grand Slam              |
| Masters Grand Prix      |
| Grand Prix Super Series |
| Grand Prix World Series |
| ATP Challenger Tour     |

| ATP-Titel nach Belag |
| Hartplatz            |
| Sand                 |
| Rasen                |
| Teppich              |

### Einzel

#### Finalteilnahmen
| Nr. | Jahr          | Turnier  | Belag | Finalgegner      | Ergebnis      |
| --- | ------------- | -------- | ----- | ---------------- | ------------- |
| 1.  | 20. Juli 1975 | Istanbul | Sand  | Colin Dowdeswell | 1:6, 4:6, 2:6 |

### Doppel

#### Turniersiege
| Nr. | Jahr              | Turnier          | Belag         | Partner          | Finalgegner                      | Ergebnis              |
| --- | ----------------- | ---------------- | ------------- | ---------------- | -------------------------------- | --------------------- |
| 1.  | 9. März 1980      | Washington, D.C. | Teppich       | Brian Teacher    | Kevin Curren Steve Denton        | 4:6, 6:3, 7:6         |
| 2.  | 26. Oktober 1980  | Melbourne        | Teppich       | Fritz Buehning   | John Sadri Tim Wilkison          | 6:1, 6:2              |
| 3.  | 9. November 1980  | Hong Kong        | Hartplatz     | Peter Fleming    | Bruce Manson Brian Teacher       | 7:5, 6:2              |
| 4.  | 23. November 1980 | Bangkok          | Teppich       | Brian Teacher    | Tom Okker Dick Stockton          | 7:6, 7:6              |
| 5.  | 11. Januar 1981   | Auckland         | Hartplatz     | Tim Wilkison     | Tony Graham Bill Scanlon         | 7:5, 6:1              |
| 6.  | 22. März 1981     | Rotterdam        | Hartplatz (i) | Fritz Buehning   | Gene Mayer Sandy Mayer           | 7:6, 1:6, 6:4         |
| 7.  | 16. August 1981   | Montreal         | Hartplatz     | Raúl Ramírez     | Peter Fleming John McEnroe       | 2:6, 7:6, 6:4         |
| 8.  | 23. August 1981   | Cincinnati       | Hartplatz     | John McEnroe     | Bob Lutz Stan Smith              | 7:6, 6:3              |
| 9.  | 15. November 1981 | Wembley          | Teppich (i)   | Sherwood Stewart | Peter Fleming John McEnroe       | 7:5, 6:7, 6:4         |
| 10. | 24. Januar 1982   | Mexiko-Stadt WCT | Teppich (i)   | Sherwood Stewart | Tomáš Šmíd Balázs Taróczy        | 6:4, 7:5              |
| 11. | 18. April 1982    | Los Angeles      | Hartplatz     | Sherwood Stewart | Bruce Manson Brian Teacher       | 6:1, 6:7, 6:3         |
| 12. | 25. April 1982    | Las Vegas        | Hartplatz     | Sherwood Stewart | Carlos Kirmayr Van Winitsky      | 7:6, 6:4              |
| 13. | 6. Juni 1982      | French Open      | Sand          | Sherwood Stewart | Hans Gildemeister Belus Prajoux  | 7:5, 6:3, 1:1 Aufgabe |
| 14. | 11. Juli 1982     | Gstaad           | Sand          | Sandy Mayer      | Heinz Günthardt Markus Günthardt | 6:2, 6:3              |
| 15. | 1. August 1982    | North Conway     | Sand          | Sherwood Stewart | Pablo Arraya Eric Fromm          | 6:2, 7:6              |
| 16. | 8. August 1982    | Indianapolis     | Sand          | Sherwood Stewart | Robbie Venter Blaine Willenborg  | 6:4, 7:5              |
| 17. | 24. Oktober 1982  | Tokio            | Sand          | Sherwood Stewart | Tim Gullikson Tom Gullikson      | 6:1, 3:6, 7:6         |
| 18. | 14. August 1983   | Montreal         | Hartplatz     | Sandy Mayer      | Tim Gullikson Tom Gullikson      | 6:3, 6:4              |
| 19. | 29. Juli 1984     | Washington, D.C. | Sand          | Pavel Složil     | Drew Gitlin Blaine Willenborg    | 7:6, 6:1              |

#### Finalteilnahmen
| Nr. | Jahr              | Turnier         | Belag         | Partner          | Finalgegner                    | Ergebnis      |
| --- | ----------------- | --------------- | ------------- | ---------------- | ------------------------------ | ------------- |
| 1.  | 25. November 1979 | Bologna         | Teppich (i)   | Fritz Buehning   | Peter Fleming John McEnroe     | 1:6, 1:6      |
| 2.  | 17. August 1980   | Stowe           | Hartplatz     | Fritz Buehning   | Bob Lutz Bernard Mitton        | 4:6, 3:6      |
| 3.  | 16. November 1980 | Taipeh          | Teppich (i)   | John Austin      | Bruce Manson Brian Teacher     | 4:6, 0:6      |
| 4.  | 19. April 1981    | Los Angeles (1) | Hartplatz     | John McEnroe     | Tom Gullikson Butch Walts      | 4:6, 4:6      |
| 5.  | 26. Juli 1981     | Washington (1)  | Sand          | Pavel Složil     | Raúl Ramírez Van Winitsky      | 7:5, 6:7, 6:7 |
| 6.  | 2. August 1981    | North Conway    | Sand          | Pavel Složil     | Heinz Günthardt Peter McNamara | 5:7, 4:6      |
| 7.  | 18. Oktober 1981  | Sydney Indoor   | Hartplatz (i) | Sherwood Stewart | Peter Fleming John McEnroe     | 7:6, 6:7, 1:6 |
| 8.  | 24. Oktober 1981  | Melbourne       | Hartplatz (i) | Sherwood Stewart | Peter Kronk Peter McNamara     | 6:3, 3:6, 4:6 |
| 9.  | 8. November 1981  | Stockholm (1)   | Hartplatz (i) | Sherwood Stewart | Kevin Curren Steve Denton      | 7:6, 4:6, 0:6 |
| 10. | 31. Januar 1982   | Philadelphia    | Teppich (i)   | Sherwood Stewart | Peter Fleming John McEnroe     | 6:7, 4:6      |
| 11. | 7. November 1982  | Stockholm (2)   | Hartplatz (i) | Sherwood Stewart | Jan Gunnarsson Mark Dickson    | 6:7, 7:6, 4:6 |
| 12. | 21. November 1982 | São Paulo       | Sand (i)      | Peter McNamara   | Carlos Kirmayr Cássio Motta    | 3:6, 1:6      |
| 13. | 23. Januar 1983   | Masters         | Teppich (i)   | Sherwood Stewart | Peter Fleming John McEnroe     | 5:7, 3:6      |
| 14. | 10. April 1983    | Lissabon        | Sand          | Pavel Složil     | Carlos Kirmayr Cássio Motta    | 5:7, 4:6      |
| 15. | 17. April 1983    | Los Angeles (2) | Hartplatz     | Sandy Mayer      | Peter Fleming John McEnroe     | 1:6, 2:6      |
| 16. | 14. Juli 1983     | Washington (2)  | Sand          | Paul McNamee     | Mark Dickson Cássio Motta      | 2:6, 6:1, 4:6 |
| 17. | 19. Februar 1984  | La Quinta       | Sand          | Scott Davis      | Bernard Mitton Butch Walts     | 7:5, 3:6, 2:6 |
| 18. | 4. Februar 1984   | Madrid          | Teppich (i)   | Fritz Buehning   | Peter Fleming John McEnroe     | 3:6, 3:6      |
| 19. | 18. März 1982     | Rotterdam       | Teppich (i)   | Fritz Buehning   | Kevin Curren Wojciech Fibak    | 4:6, 4:6      |
| 20. | 22. Juli 1982     | Stuttgart       | Sand          | Fritz Buehning   | Sandy Mayer Andreas Maurer     | 6:7, 4:6      |

### Mixed

#### Finalteilnahmen
| Nr. | Jahr               | Turnier     | Belag     | Partner        | Finalgegner                      | Ergebnis      |
| --- | ------------------ | ----------- | --------- | -------------- | -------------------------------- | ------------- |
| 1.  | 12. September 1982 | US Open (1) | Hartplatz | Barbara Potter | Anne Smith Kevin Curren          | 7:6, 6:7, 6:7 |
| 2.  | 11. September 1983 | US Open (2) | Hartplatz | Barbara Potter | Elizabeth Smylie John Fitzgerald | 6:3, 3:6, 4:6 |